# Danh sách chương truyện Naruto (Phần II, tập 49–72)
Dưới đây là phần hai của danh sách chương của bộ manga Naruto, Phần II, tập 49–72.

## Danh sách tập truyện
| 1. "Ngũ Kage xuất hiện...!!" (五影登場...!! "Gokage tōjō...!!") 2. "Mối quan hệ ...!!" (繋がり...!! "Tsunagari...!!") 3. "Naruto xuất phát...!!" (ナルト出発...!! "Naruto shuppatsu...!!") 4. "Hội đàm Ngũ Kage, bắt đầu!!" (五影会談、開幕...!! "Gokage kaidan, kaimaku...!!") 5. "Cuộc tranh luận của Ngũ Kage...!!" (五影の大論戦...!! "Gokage no dairosen...!!") 6. "Quyết tâm của Sakura!!" (サクラの決意!! "Sakura no ketsui!!") 7. "Bao vây Sasuke...!!" (サスケ包囲網...! "Sasuke hōimō...!") 8. "Làng Mây VS. "Taka"!!" (雲隠れVS"鷹"!!) 9. "Nhẫn Đạo của Sasuke...!!" (サスケの忍道...!! "Sasuke no nindō...!!") 10. "Sasuke VS. Raikage!!" (サスケVS雷影!!) |

| 1. "Sức mạnh của bóng tối...!!" (闇の力...!! "Yami no chikara...!!") 2. "Đột kích hội đàm!" (会談場襲撃! "Kaidanjō shūgeki!") 3. "Đại chiến trong mật thất!!" (密室の大攻防戦!! "Misshitsu no daikōbōsen!!") 4. "Tuyên chiến" (宣戦 "Sensen") 5. "Bát vĩ & Cửu vĩ " (八尾と九尾 "Hachibi to Kyūbi") 6. "Lời tỏ tình của Sakura!!" (サクラの告白!! "Sakura no kokuhaku!!") 7. "Killer B VS. Kisame!!" (キラービーVS鬼鮫!! "Kirābī VS Kisame!!") 8. "Bát vĩ Version 2!!" (八尾、バージョン2!! "Hachibi, Bājon Tsū!!") 9. "Thủy lao tử chiến!!" (水牢の死闘!! "Suirō no shitō!!") 10. "Brother" (ブラザー "Burazā") |

| 1. "Trọng trách của một Hokage...!!" (火影としての覚悟...!! "Hokage to shite no kakugo...!!") 2. "Sức mạnh thực sự của Madara!!" (マダラの真骨頂!! "Madara no shinkocchō!!") 3. "Sasuke VS. Danzo...!!" (サスケVSダンゾウ...!! "Sasuke bāsasu Danzō...!!") 4. "Không được nhắc đến Itachi" (イタチを語るな "Itachi o kataruna") 5. ""Susanoo" của Sasuke...!!" (須佐能乎完全体...!! "Susanō kanzentai...!!") 6. "Izanagi" (イザナギ) 7. "Hi sinh" (犠牲 Gisei) 8. "Cái chết của Danzo!!" (ダンゾウ死す!! "Danzō shisu!!") 9. "Một lần nữa..." (もう一度... "Mō ichido...") 10. "Thầy trò tương ngộ!!" (再びの師弟!! "Futatabi no shitei!!") |

| 1. "Đội 7 của mỗi người!!" (それぞれの第七班!! "Sorezore no Dainanahan!!") 2. "Thật gần... mà thật xa..." (近く...遠く... "Chikaku... Tōku...") 3. "Nắm đấm" (拳 "Kobushi") 4. "Khai chiến...!!" (戦いの始まり...!! "Tatakai no hajimari...!!") 5. "Tình thế của mỗi làng" (それぞれの里へ "Sorezore no sato e") 6. "Chuẩn bị cho Đại Chiến Ninja...!!" (忍界大戦へ向けて...!! "Ninkai taisen e mukete...!!") 7. "Sự thật về cửu vĩ!!" (九尾の真実!! "Kyūbi no shinjitsu!!") 8. "Giam lỏng Nhân trụ lực!!" (人柱力監禁!! "Jinchūriki kankin!!") 9. "Chào hỏi" (あいさつ "Aisatsu") 10. "Naruto bóng tối!!" (闇ナルト!! "Yami Naruto!!") 11. "Killer B và Motoi" (キラービーとモトイ "Kirābī to Motoi") |

| 1. "Đẩy lùi Naruto bóng tối!!" (闇ナルト撃破!! "Yami Naruto gekiha!!") 2. "Gặp lại cửu vĩ!!" (再会九尾!! "Saikai Kyūbi!!") 3. "Cửu vĩ VS. Naruto!!" (九尾VSナルト!! "Kyūbi VS Naruto!!") 4. "Mái tóc đỏ của mẹ" (母さんの赤い髪 "Kā-san no akai kami") 5. "Phong ấn mới!!" (新たなる封印!! "Aratanaru fūin!!") 6. "Naruto ra đời" (ナルトの出生 "Naruto no shusshō") 7. "Cửu vĩ tấn công!!" (九尾襲来!! "Kyūbi shūrai!!") 8. "Trận tử chiến của Đệ Tứ!!" (四代目の死闘!! "Yondaime no shitō!!") 9. "Thi Quỷ Phong Tận của Naruto!!" (ミナトの屍鬼封尽!! "Minato no Shiki Fūjin!!") 10. "Lời cảm ơn" (ありがとう "Arigatō") |

| 1. "Giải phóng Chakra cửu vĩ!!" (九尾チャクラ、開放!! "Kyūbi chakura, kaihō!!") 2. "Guy VS. Kisame!!" (ガイVS鬼鮫!! "Gai VS Kisame!!") 3. "Tồn tại giả dối...!!" (偽りの存在...!! "Itsuwari no sonzai...!!") 4. "Cách chết của một Ninja" (忍の死に様 "Shinobi no shinizama") 5. "Cầu nối hòa bình" (平和への懸け橋 "Heiwa e no kakehashi") 6. "Cấm thuật không ngờ!!" (まさかの禁術!! "Masaka no kinjutsu!!") 7. "Trở về" (帰ってこよう "Kaettekoyō") 8. "Sự thật về Zetsu!!" (ゼツの真実!! "Zetsu no shinjitsu!!") 9. "Kabuto VS. Tsuchikage!!" (カブトVS土影!! "Kabuto VS Tsuchikage!!") 10. "Âm mưu của Kabuto!!" (カブトの目論見!! "Kabuto no mokuromi!!") |

| 1. "Khai màn đại chiến!" (大戦、開戦! "Taisen, Kaisen!") 2. "Lời hịch tướng của Gaara" (我愛羅の演説 "Gaara no enzetsu") 3. ""Chiến tranh" của Omoi!!" (オモイの「戦争」!! "Omoi no 'sensō'!!") 4. "Đội Phục kích công - thủ!!" (奇襲部隊の攻防!! "Kishū butai no kōbō!!") 5. "Vĩ Thú Ngọc" (尾獣玉 "Bijūdama") 6. "Bí mật của Uế Thổ Chuyển Sinh" (穢土転生の秘密 "Edo Tensei no himitsu") 7. "Đại liên đội xuất kích!!" (大連隊、戦闘開始!! "Dairentai, sentō kaishi!!") 8. "Người đã khuất" (死んだんだ "Shin danda") 9. "Thất Kiếm Ninja huyền thoại!!" (伝説の忍刀七人衆!! "Densetsu no Shinobigatana Shichininshū!!") 10. "Điều cần bảo vệ" (守るべきもの "Mamorubekimono") |

| 1. "Các Kage về từ cõi chết!!" (影、復活!! "Kage, fukkatsu!!") 2. "Ác chiến ở đội Darui!!" (激戦! ダルイ部隊!! "Gekisen! Darui butai!!") 3. "Từ cấm" (NGワード "Enu Jī wādo") 4. "Hơn cả chữ "Oải"" (「だるい」を超えて "'Darui' o koete") 5. "Cạo lớp mạ vàng" (金色の絆 "Konjiki no kizuna") 6. "Quyết tâm Choji" (チョウジの決意 "Chōji no ketsui") 7. "Đội Asuma tái ngộ!" (再会、アスマ班! "Saikai, Asuma han!") 8. "Mifune VS. Hanzo - Hồi kết!!" (ミフネVS半蔵、決着!! "Mifune VS Hanzō, ketchaku!!") 9. "Thời khắc tuyên thệ" (誓いの時 "Chikai no toki") 10. "Tạm biệt Ino - Shika - Cho!!" (さらば猪鹿蝶!! "Saraba Inoshikachō!!") |

| 1. "Lời thuyết phục của thầy Iruka (イルカの説得 "Iruka no settoku") 2. "Naruto xung trận...!!" (ナルト戦場へ...!! "Naruto senjō e...!!") 3. "Màn đêm buông xuống...!!" (夜へ...!! "Yoru e...!!") 4. "Chất vấn" (詰問 "Kitsumon") 5. "Đêm đẫm máu...!!" (血の夜...!! "Chi no yoru...!!") 6. "Mưu đồ của Madara!!" (マダラの作戦!! "Madara no sakusen!!") 7. "Raikage VS. Naruto!?" (雷影VSナルト!?) 8. "Chuyện chưa kể về cặp bài trùng mạnh nhất!!" (最強タッグ秘話!! "Saikyō taggu hiwa!!") 9. "Những lời không phai" (捨てられねェ言葉 "Suterarenē kotoba") 10. "Hai vần thái dương!!" (二つの太陽!! "Futatsu no taiyō!!") |

| 1. "Đạo quân bất tử!!" (不死身軍団!! "Fujimi gundan!!") 2. "Kage đụng độ Kage!!" (新旧影対決!! "Shinkyū Kage taiketsu!!") 3. "Vật có giá trị!!" (価値あるもの!! "Kachi aru mono!!") 4. "Naruto VS. Itachi!!" (ナルトVSイタチ!!) 5. "Câu hỏi của Itachi!!" (イタチの問い!! "Itachi no toi!!") 6. ""Kotoamatsukami"" (別天神) 7. "Chặn đứng Nagato!!" (長門を止めろ!! "Nagato o tomero!!") 8. "Để trở thành Hokage...!!" (火影の条件...!! "Hokage no jōken...!!") 9. "Nghênh diện chiến trường chính!!" (主戦場到着!! "Shusenjō tōchaku!!") 10. "Giới hạn của Rasenshuriken...!!" (螺旋手裏剣の限界...!! "Rasenshuriken no genkai...!!") 11. "Mâu thuẫn" (矛盾 "Mujun") |

| 1. "Gaara VS. Mizukage!! (ガアラVS水影!!) 2. "Chưng Nguy Bộc Uy!!" (蒸危暴威!! "Jōki Bōi!!") 3. "Át chủ bài của Kabuto...!!" (カブトの切り札...!! "Kabuto no kirifuda...!!") 4. "Viện binh ứng cứu...!!" (増援到着...!! "Zōen tōchaku...!!") 5. "Uchiha Madara" (うちはマダラ) 6. "Uy lực của cái tên" (その名の力 "Sono na no chikara") 7. "Nơi tìm lại bản ngã" (己を拾う場所 "Onore o hirou basho") 8. "Ngũ Kage hợp lực...!!" (五影集結...!! "Gokage shūketsu...!!") 9. "Không là ai cả" (誰でもない男 "Dare demo nai otoko") 10. "Nhân trụ lực VS. Nhân trụ lực!! (人柱力VS人柱力!!) |

| 1. "Con mắt và vĩ thú" (眼と獣 "Me to kemono") 2. "Nhân trụ lực của làng Lá" (木ノ葉の里の人柱力 "Konoha no sato no Jinchūriki") 3. "Tứ vĩ: Tiên Viên Vương" (四尾・仙猿の王 "Yonbi: Sen'en no Ō") 4. "Chứng minh ý chí!!" (意志の証明!! "Ishi no shōmei!!") 5. "Kurama!!" (九喇嘛!!) 6. "Cảnh giới vĩ thú!!" (尾獣モード!! "Bijū Mōdo!!") 7. "9 cái tên" (九つの名前 "Kokonotsu no namae") 8. "Đường đến hào quang" (輝きへと続く道 "Kagayaki e to tsuzuku michi") 9. "Đôi mắt soi tỏ bóng đêm" (闇を見る眼 "Yami o miru me") 10. "Ý chí sắt đá" (石の意志 "Ishi no ishi") |

| 1. "Soi đường tái ngộ" (再会の道標 "Saikai no michishirube") 2. "Lưỡi gươm hận thù" (憎しみの刃 "Nikushimi no yaiba") 3. "Nhược điểm tuyệt vọng!!" (絶望の弱点!! "Zetsubō no jakuten!!") 4. "Huynh đệ song thủ!!" (兄弟、共闘!! "Kyōdai, kyōtō!!") 5. "Thời khắc huynh đệ" (兄弟の時間 "Kyōdai no jikan") 6. "Làng Lá của mỗi người" (それぞれの木ノ葉 "Sorezore no Konoha") 7. "Chẳng có gì" (何も無い "Nani mo nai") 8. "Ngươi là ai?" (これは誰だ "Kore wa dare da") 9. "Yakushi Kabuto" (薬師カブト) 10. "Dể được là chính ta" (ボクがボクであるために "Boku ga boku de aru tame ni") 11. "Phát động Izanami" (イザナミ発動 "Izanami hatsudō") 12. "Đến 9 giờ" (9時になったら "Kuji ni nattara") |

| 1. "Trên danh nghĩa Kage" (影を背負う "Kage o seou") 2. "Giải từ "Uế Thổ Chuyển Sinh"" (穢土転生の術・解 "Edo Tensei no Jutsu: Kai") 3. "Anh vẫn mãi yêu thương em" (お前をずっと愛している "Omae o zutto aishiteiru") 4. "Rủi ro" (リスク "Risuku") 5. "Thế lực thứ ba" (第三勢力 "Daisan seiryoku") 6. "Hồi sinh Orochimaru" (復活の大蛇丸 "Fukkatsu no Orochimaru") 7. "Thủy tổ" (祖たるもの "Sotarumono") 8. "Vết nứt" (皹 "Hibi") 9. "Chỉ là một thuật" (一つの術 "Hitotsu no jutsu") 10. "Bí mật của Nhẫn thuật Thời-Không" (時空間忍術の秘密 "Jikūkan ninjutsu no himitsu") |

| 1. "Đập nát!!" (粉砕!!!! "Funsai!!!!") 2. "Uchiha Obito" (うちはオビト) 3. "Tới tận bây giờ" (なぜ今まで "Naze ima made") 4. "Obito & Madara" (オビトとマダラ "Obito to Madara") 5. "Sống sót" (生きている "Ikiteiru") 6. "Phục hồi" (リハビリ "Rihabiri") 7. "Tái ngộ, và..." (再会、そして "Saikai, soshite") 8. "Địa ngục" (地獄 "Jigoku") 9. "Mộng giới" (夢の世界 "Yume no sekai") 10. "Chẳng còn lưu luyến" (どうでもいいんだよ "Dōdemo iinda yo") |

| 1. "Kakashi's Resolve" (カカシの決意!! "Kakashi no ketsui!!") 2. "The End" (終わり "Owari") 3. "Thập vĩ" (十尾 "Jūbi") 4. "The Arrival" (到着 "Tōchaku") 5. "The Allied Shinobi Forces Jutsu!!" (忍連合軍の術!! "Shinobi Rengōgun no Jutsu!!") 6. "The Brains" (頭 "Atama") 7. "Because of You" (お前に "Omae ni") 8. "The Ties That Bind" (繋がれるもの "Tsunagareru mono") 9. "Those Who Dance in the Shadows" (忍び舞う者たち "Shinobimau mono-tachi") 10. "Those Who Dance in the Shadows, Part 2" (忍び舞う者たち 其ノ弐 "Shinobimau mono-tachi - Sono ni") |

| 1. "The All-Knowing" (全てを知る者たち "Subete o shiru mono-tachi") 2. "A Clan Possessed by Evil" (悪に憑かれた一族 "Aku ni tsukareta ichizoku") 3. "Senju Hashirama" (千手柱間) 4. "Hashirama and Madara" (柱間とマダラ "Hashirama to Madara") 5. "It Reached" (届いた "Todoita") 6. "View" (一望 "Ichibō") 7. "Even" (相子 "Aiko") 8. "My True Dream" (本当の夢 "Hontō no yume") 9. "Hashirama and Madara, Part 2" (柱間とマダラ 其ノ弐 "Hashirama to Madara - Sono ni") 10. "Sasuke's Answer" (サスケの答え "Sasuke no kotae") |

| 1. "Tại đây, từ lúc này" (ここに、そしてこれから "Koko ni, Soshite kore kara") 2. "Lỗ hổng" (風穴 "Kazaana") 3. "Thứ lấp đầy khoảng trống" (埋めるもの "Umeru mono") 4. "Đội 7" (第七班 "Dainanahan") 5. "Kề vai chiến đấu" (共闘 "Kyōtō") 6. "Tiến lên phía trước" (前へ "Mae e") 7. "Thế trận 3 chân mới" (新たなる三竦み "Aratanaru sansukumi") 8. "Làn gió mới" (新しい風 "Atarashii kaze") 9. "Obito hiện tại" (今のオビトを "Ima no Obito o") 10. "Nhân trụ lực của thập vĩ" (十尾の人柱力 "Jūbi no Jinchūriki") |

| 1. "The Ten Tails' Jinchuriki, Obito" (十尾の人柱力・オビト "Jūbi no Jinchūriki: Obito") 2. "Assault" (襲 "Osou") 3. "Finally" (やっとだよ "Yatto da yo") 4. "You Two Are the Main Act!!" (君らがメインだ!! "Kimira ga Mein da!!") 5. "Bước đột phá" (突破口 "Toppakō") 6. "Fist Bump" (合わせる拳...!! "Awaseru kobushi...!!") 7. "I Know" (分かってる "Wakatteru") 8. "Two Powers" (二つの力...!! "Futatsu no chikara...!!") 9. "Divine Tree" (神樹 Shinju) 10. "Regret" (後悔 "Kōkai") |

| 1. "Giấc mơ của ninja!!" (忍の夢...!! "Shinobi no yume...!!") 2. "Ý chí của Ninja" (忍の意志 "Shinobi no ishi") 3. "Ta sẽ đi ngủ" (眠るのは "Nemuru no wa") 4. "Thứ lấp đầy khoảng trống" (埋めたもの "Umeta mono") 5. "Tiền bối của Naruto" (ナルトの轍 "Naruto no wadachi") 6. "Tớ luôn quan sát cậu đấy" (ちゃんと見てる "Chanto miteru") 7. "Ta là Uchiha Obito" (うちはオビトだ "Uchiha Obito da") 8. "Lối mòn" (轍 "Wadachi") 9. "Hoán đổi" (交代 "Kōtai") 10. "Sự trở lại của Uchiha Madara" (うちはマダラ、参る "Uchiha Madara, Mairu") |

| 1. "Vĩ thú VS. Madara...!!" (尾獣VSマダラ...!! Bijū bāsasu Madara...!!") 2. "Luân mộ: Biên ngục" (輪墓・辺獄...!! "Rinbo: Hengoku...!!") 3. "Trái tim sâu kín" (裏の心 "Ura no kokoro") 4. "Thế giới thất bại" (失敗した世界 "Shippaishita sekai") 5. "Hồi kết thực sự" (本当の終わり "Hontō no owari") 6. Tuyệt đối không" (絶対に "Zettai ni") 7. "Vì anh là cha" (父親だから "Chichioya dakara") 8. "Tôi bây giờ" (今のオレは "Ima no ore wa") 9. "Hai Mangekyo" (2つの万華鏡 "Futatsu no Mangekyō") 10. "Ngày xanh khép lại" (碧き日の終わり "Aoki hi no owari") 11. "Khởi đầu của mùa xuân đỏ" (紅き春の始まり "Akaki haru no hajimari") |

| 1. "Bát Môn Độn Giáp Trận...!!" (八門遁甲の陣...!! "Hachimon Tonkō no Jin...!!") 2. "Đấng sáng thế...!!" (始まりのもの...!! "Hajimari no mono...!!") 3. "Naruto & Lục Đạo Tiên Nhân...!" (ナルトと六道仙人...!! "Naruto to Rikudō Sennin...!!") 4. ""Dạ" Guy!!" (夜ガイ...!! "Yagai...!!") 5. "Ta và cậu ấy...!!" (オレらで...!! "Orera de...!!") 6. "Rinnegan của Sasuke...!" (サスケの輪廻眼...!! "Sasuke no Rinnegan...!!") 7. "Giấc mộng thực tại" (今の夢 "Ima no yume") 8. "Giấc mộng vĩnh hằng" (無限の夢 "Mugen no yume") 9. "Tsukuyomi vô hạn" (無限月読 "Mugen Tsukuyomi") 10. "Ý chí của ta" (オレノ意志ハ "Ore no ishi wa") 11. "Khởi nguyên vạn vật" (はじまりのもの "Hajimari no mono") |

| 1. "Một lần nữa" (もう一度 "Mō ichido") 2. "Nước mắt Kaguya" (カグヤの涙 "Kaguya no namida") 3. "Chưa từng chứng kiến" (見たことねーだろ "Mita koto nē daro") 4. "Có cùng ước mơ" (お前と同じ夢をみた "Omae to onaji yume o mita") 5. "Phải triệt hạ nó" (殺しておくべきだ "Koroshiteokubeki da") 6. "Toàn bộ...!!" (ありったけの...!! "Arittake no...!!") 7. "Người để lại và người kết tục" (残せし者と継ぎし者 "Nokoseshi mono to tsugishi mono") 8. "Nhất định" (お前は必ず "Omae wa kanarazu") 9. "Anh hùng Sharingan...!!" (写輪眼の...!! "Sharingan no...!!") 10. "Thầy yêu các em" (大好きだ "Daisuki da") 11. "Lịch sử của Ninja...!" (忍者の...!! "Ninja no...!!") |

| 1. "Chúc mừng" (おめでとう "Omedetō") 2. "Cách mạng" (革命 "Kakumei") 3. "Một lần nữa tại đây" (ここでまた "Koko de mata") 4. "Naruto & Sasuke ①" (ナルトとサスケ① "Naruto to Sasuke (1)") 5. "Naruto & Sasuke ②" (ナルトとサスケ② "Naruto to Sasuke (2)") 6. "Naruto & Sasuke ③" (ナルトとサスケ③ "Naruto to Sasuke (3)") 7. "Naruto & Sasuke ④" (ナルトとサスケ④ "Naruto to Sasuke (4)") 8. "Naruto & Sasuke ⑤" (ナルトとサスケ⑤ "Naruto to Sasuke (5)") 9. "Ấn hòa giải" (和解の印 "Wakai no in") 10. "Uzumaki Naruto!!" (うずまきナルト!!) |